# 築地病院
築地病院（つきじびょういん）は、かつて東京府築地に所在・運営されていた病院である。
明治期の日本におけるキリスト教布教活動の一環であり、和名が同一だが異なる病院として、以下の2院が開設されていた。
- 築地病院（スコットランド一致長老教会、1875年開設、英：Tsukiji Mission Hospital）

- 築地病院（米国聖公会、1896年開設、英: St. Luke's Hospital）

なお、後者の米国聖公会による築地病院は、のちに聖路加病院（現：聖路加国際病院）として、後身が開設されている。
下記では、便宜上、英名の併記によって区別する。

## 概要

### 築地病院（Tsukiji Mission Hospital）
1875年（明治8年）5月22日、キリスト教系スコットランド一致長老教会の病院として開設。正式には健康社と呼ばれ、福音伝道の一環としての医療活動であるために医療費無料であり民間に大盛況であった。
フォールズ自身も外科医・眼科医として従事しており、グラスゴー医科大学の防腐処理術やコレラ治療などを導入。日本初となる視覚障害者教育の会合も持たれ、楽善会（後身：訓盲院）が組織されたほか、東京一致神学校（現：明治学院）の講義の一部、産科学校開校による産科術の講義も行われる。1882年（明治15年）頃からは、患者数が大幅に減少し、1886年（明治19年）にフォールズが離日すると、1888年（明治21年）に閉院した。当時の建物は、1923年の関東大震災時に全焼したため現存しない。

### 築地病院（St. Luke's Hospital）
1896年（明治29年）6月13日、「愛恵病院」が築地居留地37番に移転後、「築地病院」（米国聖公会、英：St. Luke's Hospital）に改称。現在も運営される聖路加国際病院を後身とする。
1900年（明治33年）に、ルドルフ・トイスラーが来日すると、翌年には築地病院（St. Luke's Hospital）を前身とする「聖路加病院」（現在の聖路加国際病院）（英語名：St. Luke's Hospital）を開設した。

## 沿革

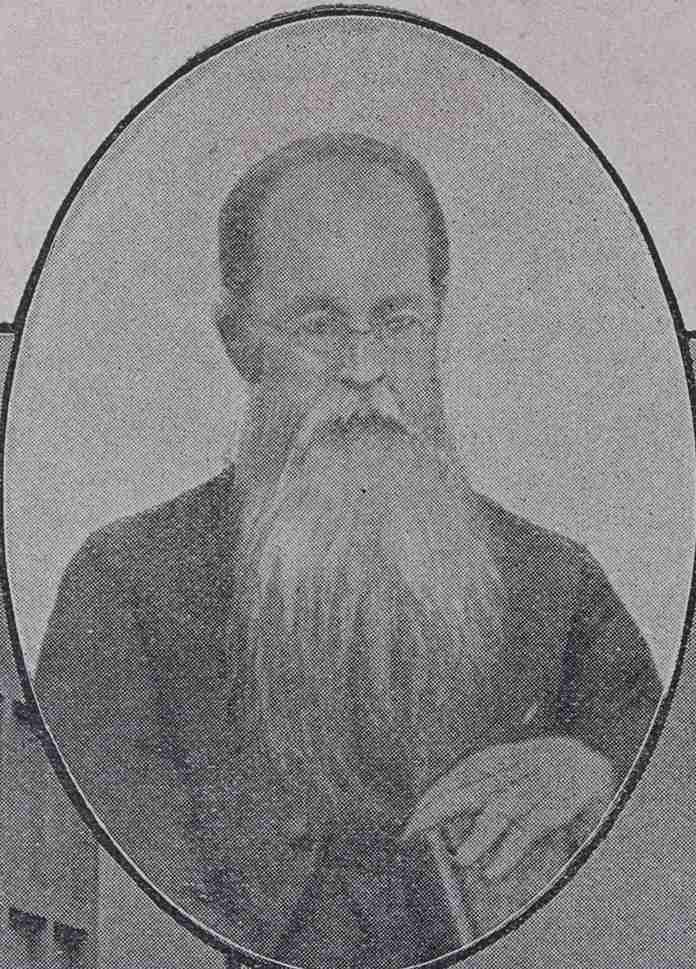
チャニング・ウィリアムズ

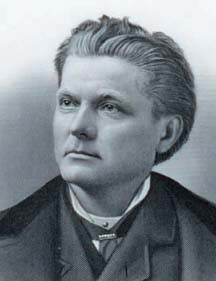
ハインリッヒ・シュミット

- 1859年（安政6年）
2月: 米国聖公会は、米国聖公会内外伝道協会外国委員会にて、開国したばかりの日本における福音宣教組織の開設を決議。中国・上海で宣教師として活動するジョン・リギンズ（英語版）、チャニング・ウィリアムズ（英語版）（立教大学創設者）および医療宣教師の日本派遣を決定[2][3]。
6月末: ウィリアムズが長崎に来日[2]。
- 1860年（万延元年）8月: 米国聖公会宣教医ハインリッヒ・シュミットが長崎に来日。診療所と私塾を開設し、医療活動および医学、英語教育を行う[3]。近世日本の布教史における最初の宣教医[4]。
- 1866年（慶応2年）10月: ウィリアムズが米国聖公会第2代中国・日本伝道主教に任命される[5]。
- 1873年（明治6年）
7月4日: 米国聖公会宣教医のヘンリー・ラニングが来日。
11月: ウィリアムズが東京に活動拠点を移す[2]。
英国国教会のセント・トーマス病院（英語版）の医師ウィリアム・アンダーソンが来日し、海軍軍医学校（東京都中央区）の解剖学・外科学の教授となり、軍医の養成を行う。
- 1874年（明治7年）
1月: ラニングが大阪で米国伝道会施療院（現・聖バルナバ病院）を開設。
2月3日: 築地に立教学校（現：立教大学の前身の一つ）が開校。
3月: スコットランド一致長老教会の宣教医師ヘンリー・フォールズが来日[6]。
- 1875年（明治8年）
1月: 南小田原町4丁目9,10番にて、フォールズの築地病院（健康社）が竣工[6][7]。
5月: フォールズヘの貸付届が警視庁に受理されてスコットランド一致長老教会の築地病院（英：Tsukiji Mission Hospital）が正式に開設[6][7]。
- 1883年（明治16年）12月: メリーランド大学医学校（英語版）を卒業したフランク・ハレルが米国聖公会より東京の宣教医に任命[8]。
- 1884年（明治17年）
3月29日: フランク・ハレルが来日[9]。まもなく東京に到着[8]。
聖バルナバ病院（大阪府大阪市）を見学し、院長のヘンリー・ラニングと会談[9]。ウィリアムズとラニングの同意を得て、東京にも同様の病院設立を目指す[9]。
5月12日: ハレル宅（築地居留地38番館）にて、診療所（のちの呼称：築地診療所）を開院[9]。
6月12日: ハレルが深川聖三一教会の裏に「大橋診療所」を開設する[2][9]。
ハレル医師が設立した2つの診療所は、とても上手くいっていたが、設備の整った病院が大いに必要とされる[8]。
- 1885年（明治18年）: 年内のハレル医師の医療活動において、2,156人の患者が治療を受けた[8]。
- 1886年（明治19年）9月: 築地1丁目の借家にて、ハレルが築地仮病院を開設[9]。
- 1887年（明治20年）
9月: ハレル医師が日本政府に出仕し、第二高等中学校（現・東北大学）教師となるため、宣教医辞職、ミッションから退く[8][9]。聖バルナバ病院（大阪府）とともに医療業務が大幅に増加し、当年の経営は順調に推移[8]。
- 1888年（明治21年）
5月15日: 米国聖公会の医師ヴィクター・ローが来日するが、教育活動に従事し、立教大学校（現・立教大学）理化学教授を務める[9]。
築地病院（健康社）が閉院[7]。
- 1890年（明治23年）
3月11日: 米国聖公会の宣教医師ジョン・セルウッドが来日し、築地居留地18番（旧：フォールズの宣教師館）にて、医療宣教に従事[9]。
5月5日: セルウッドが、以前にフォールズの築地病院（健康社）で働いていたイギリス人薬剤師トンプソン（Arthur W. Thompson）と築地居留地18番で診療活動を開始[9]。
11月1日: ウィリアムズの要請から、京橋区船松町13番地にて、聖公会信徒の医師・長田重雄を院長として、「愛恵病院」（英：Tokyo Dispensary）を開設[1]。
- 1896年（明治29年）6月13日: 愛恵病院が、築地居留地37番（立教大学校校舎跡地）に移転し、「築地病院」（英：St. Luke's Hospital）と改称[1]。
- 1899年（明治32年）秋: 築地病院（St. Luke's Hospital）が閉鎖し、長田院長も辞任[1]。
- 1900年（明治33年）2月2日: ウィリアムズの後任であるジョン・マキム（英語版）の米国聖公会本部への要請が実り、米国聖公会の宣教医師ルドルフ・トイスラー（英語版）が夫妻で来日[1]。
- 1901年（明治34年）
1月後半: トイスラーが、佃島に「聖アンデレ診療所」を開設[1]。
2月12日: トイスラーが、旧築地居留地37番（築地病院跡地）にて、築地病院の後身である「聖路加病院」（現：聖路加国際病院、英：St. Luke's Hospital）を開設[1]。

## 築地病院（Tsukiji Mission Hospital）
1875年（明治8年）5月22日、キリスト教系スコットランド一致長老教会の病院として開設。正式には健康社と呼ばれた。
1874年（明治7年）3月、同会医療宣教師のヘンリー・フォールズが来日。南小田原町3丁目10番（現：東京都中央区）に所在した、日本語教師・三浦徹（後に日本基督教会の牧師）の持ち家にて、同年に「築地病院」を開業する。翌年1月、櫛部漸名義で借り受けた南小田原町4丁目9,10番にて、西洋風建築の病院が竣工すると、同年5月に正式開業となった。開業にあたって、スコットランド一致長老教会海外伝道局からは、600ポンドの出資を受けていた。
東京府初の西洋医学の伝道病院であり、日本人医師たちに実際の人体を示しながら、幾多の患部解剖による教育の場としても機能した。また、多くの眼科疾患患者への手術治療の経験から、視覚障害者教育の端緒をも開く。ミッションのために医療費無料だったこともあり、年間の来院者は14000人ほどと、民間に大盛況であった。
フォールズ自身も外科医・眼科医として活躍しており、グラスゴー医科大学の防腐処理術やコレラ治療などを導入。外国人薬剤師、東京公会会員の日本人助手・櫛部漸らを雇うが、櫛部はのちに京橋区で開業医となった。
当院では、日本初となる視覚障害者教育の会合も持たれ、楽善会（後身：訓盲院）が組織されたほか、東京一致神学校（現：明治学院）の講義の一部も開かれた。また、フォールズは、エドワード・モースの大森貝塚発掘に協力する中、土器に残された指紋に興味を持ち、指紋捜査法を発見している。
フォールズと親交のあったウィリアム・エドワード・エアトン（工部大学校教授）の妻で医師のマチルダ・チャップリン＝エアトンが、院内に産科学校を開校し、産科術の講義を行う。産科学校が開校した時期は明らかではないが、1876年（明治8年）夏から1876年（明治9年）10月までの間に開校したと考えられる。1876年（明治9年）9月には、同年10月1日から産科術講義を行う旨の新聞広告が複数出され、広く学生を集めた。また、エアトン夫人は院内図書館に多くの本を寄贈し、博物室にも寄付するなど、病院における医学教育を支援した。
1876年（明治9年）秋には、前年10月4日に夫人を伴って来日し、築地で宣教活動を行っていたスコットランド一致長老教会宣教師のサミュエル・G・マクラーレン（Samuel Gilfillan McLaren,1840-1914）が、院内で週2回の夜間英会話教室を開いた。
1877年（明治10年）、院内ホールにて、科学とキリスト教の講演会（講義）も開かれており、グイド・フルベッキの講演のほか、フォールズ、櫛部漸、ジェームス・ハミルトン・バラ、津田仙、三浦徹、ヒュー・ワデル、R.グリーン、ミスターShimaらの講演が行われた。
1882年（明治15年）頃からは、患者数が大幅に減少し、同年10月にフォールズが休暇のために一時帰国。再来日を果たすが、フォールズは夫人の病のために、1886年（明治19年）には離日し、その後の病院は次第に荒廃し、1888年（明治21年）に閉院となった。
同年5月7日には、工手学校（現・工学院大学）が、築地病院の建物と敷地（南小田原町4丁目7，8番地）を購入し、教室を増築して同年9月7日に移転。1923年の関東大震災時には、校舎が全焼し、同年11月に淀橋町（現在の新宿区）にあった日本中学校を仮校舎として築地から移転した。

## 築地病院（St. Luke's Hospital）
1896年（明治29年）6月13日、「愛恵病院」が築地居留地37番に移転・改称して開設された「築地病院」（米国聖公会、英：St. Luke＇s Hospital）は、聖路加国際病院を後身とする。
米国聖公会宣教医フランク・ハレルが1884年（明治17年）3月に来日し、深川聖三一教会近くに「大橋診療所」を開設する。ハレルが辞任した後、1890年（明治23年）11月1日にチャニング・ウィリアムズの要請により医師で聖公会信徒の長田重雄が京橋区船松町13番地に「愛恵病院」（英語名：Tokyo Dispensary）を開設して院長となった。
1896年（明治29年）6月13日に愛恵病院が築地居留地37番に移転し、「築地病院」（英語名：St. Luke＇s Hospital）と改称される。1899年（明治32年）秋には、築地病院が閉鎖。長田院長が辞任する。
1900年（明治33年）2月2日に、チャニング・ウィリアムズの後任であるジョン・マキムの米国聖公会本部への要請が実り、ルドルフ・トイスラーが夫妻で来日。1901年（明治34年）1月後半にはトイスラーが佃島に聖アンデレ診療所を開設。1901年（明治34年）2月12日に、トイスラーが旧築地居留地37番（築地病院跡地）に築地病院を前身とする「聖路加病院」（現在の聖路加国際病院、英: St. Luke＇s Hospital）を開設した。
近年まで、米国聖公会のトイスラー創設の聖路加病院は、築地病院（スコットランド一致長老教会）の建物を買い取って設立したとされてきたが、その敷地は、工手学校が購入・開校していることに加え、創設者であるトイスラーとフォールズの宗派も異なる別の病院である。
フォールズは来日時より、ウィリアムズと連携しており、その後ジョン・セルウッドが来日して、以前に築地病院（スコットランド一致長老教会）で働いていたイギリス人薬剤師トンプソン（Arthur W. Thompson）とともに、トンプソンが所有する以前にはフォールズの宣教師館があった築地居留地18番地で医療活動を行うなど、連携した活動を行っており、関係性のある病院であった。